# Juho Sunila
Johan (Juho) Emil Sunila (16 tháng 8 năm 1875 – 2 tháng 10 năm 1936) là chính trị gia Phần Lan thuộc Liên đoàn Điền địa, giám đốc điều hành uỷ ban tài chính điền địa, và Thủ tướng Phần Lan hai lần.